# 埃貝希科
埃貝希科是哥倫比亞的城鎮，位於該國北部，由安蒂奧基亞省負責管轄，距離首府麥德林62公里，始建於1830年，面積235平方公里，海拔高度1,337米，2005年人口12,313。
6°20′N 75°46′W / 6.333°N 75.767°W